# 收眼目
收眼類（學名：Systellommatophora），舊稱縮眼亞目、縮柄眼目或收眼目，原是柄眼目以下的一個分支，現時的分類屬於異鰓類泛有肺類支序之下的真有肺類支序。

## 分類
在原來的《旁得和林德伯格的腹足類分類 (1997年) 》，本支序被歸為亞目或目的分級。根據《布歇特和洛克羅伊的腹足類分類 (2005年)》，本支序的物種是一個原始的、會呼吸空氣的蛞蝓。本物種不單只在陸地生活，亦有在海洋生活的。
本支序之下有兩總科，分別為：
- 石磺總科 Onchidioidea Rafinesque, 1815
  - 石磺科 Onchidiidae Rafinesque, 1815
- 皺足蛞蝓總科 Veronicelloidea Gray, 1840
  - 皺足蛞蝓科 Veronicellidae Gray, 1840
  - 拉索蛞蝓科 Rathouisiidae Heude, 1885

這兩個總科雖然置於同一個支序，但石磺總科的物種在海洋生活，而皺足蛞蝓總科的物種則在陸地上生活。